# Coptodactyla ducalis
Coptodactyla ducalis là một loài bọ cánh cứng trong họ Bọ hung (Scarabaeidae).